# طارق اونلواوغلو
رشاد طارق اونلواوغلو (ترکی استانبولی: Reşat Tarık Ünlüoğlu؛ زادهٔ ۹ اوت ۱۹۵۷ – درگذشتهٔ ۱ اکتبر ۲۰۱۹) بازیگر اهل ترکیه بود.

## حرفهٔ او
پس از فارغ‌التحصیلی از دبیرستان نامیک کمال ازمیر، وارد کنسرواتوار دولتی آنکارا شد. پس از یک سال تحصیل در اپرا، به بخش تئاتر وارد شد. پس از بیش از بیست سال کار در تئاتر دولتی آنکارا، به سمت تئاتر دولتی استانبول منصوب شد. وی علاوه بر بازیگری در تئاتر، در بسیاری از فیلم‌ها و سریال‌ها نیز به بازیگری و دوبله پرداخته است.

## مرگ
او در ۱ اکتبر ۲۰۱۹ در سن ۶۱ سالگی پس از تسلیم شدن به سرطان ریه که به مدت یک سال تحت درمان بود، درگذشت. او پس از مراسم تشییع جنازه‌ای که در ۳ اکتبر ۲۰۱۹ در مسجد لونت برگزار شد، در قبرستان زنجیرلی‌کویو به خاک سپرده شد.

## نقش‌های تئاتر
| سال  | نام                                                              | نمایشنامه‌نویس                    | مکان                 |
| ---- | ---------------------------------------------------------------- | -------------------------------- | -------------------- |
| ۲۰۰۵ | Uyarca                                                           | فریدریش دورنمات                  | تئاتر دولتی استانبول |
| ۲۰۰۳ | Taraf Tutmak جانب‌داری                                            | رونالد هاروود                    | تئاتر دولتی استانبول |
| ۱۹۹۸ | Ziyaretçi بازدیدکننده                                            | اریک امانوئل اشمیت               | تئاتر دولتی آنکارا   |
| ۱۹۹۷ | ateşle oynamak بازی با آتش (با دم شیر بازی کردن)                 | Nihat Asyalı نیهات آسیالی        | تئاتر دولتی آنکارا   |
| ۱۹۹۶ | Resimli Osmanlı tarihi تاریخ مصور عثمانی                         | Turgut Özakman تورگوت اوزاکمان   | تئاتر دولتی آنکارا   |
| ۱۹۹۵ | Martı مرغ دریایی                                                 | آنتون چخوف                       | تئاتر دولتی آنکارا   |
| ۱۹۹۳ | Patlat Bir Shakespeare ضربه زدن به شکسپیر                        | Semih Sergen سمیح سرگن           | تئاتر دولتی آنکارا   |
| ۱۹۹۲ | Uyarca                                                           | فریدریش دورنمات                  | تئاتر دولتی آنکارا   |
| ۱۹۸۹ | Yüzlerce Çiçek Birden Açtı                                       | Tarık Buğra تاریک بوئرا          | تئاتر دولتی آنکارا   |
| ۱۹۸۸ | Fadik Kız دختر فادیک                                             | Orhan Asenal اورهان آسلان        | تئاتر دولتی آنکارا   |
| ۱۹۸۷ | Kılıç ve Ney شمشیر و نی                                          | Turan Oflazoğlu توران افلازاوغلو | تئاتر دولتی آنکارا   |
| ۱۹۸۵ | Sırça Biblolar مجسمه‌های شیشه‌ای                                   | تنسی ویلیامز                     | تئاتر دولتی آنکارا   |
| ۱۹۸۳ | Galile'nin Yaşamı زندگی گالیله                                   | برتولت برشت                      | تئاتر هنری آنکارا    |
| ۱۹۸۲ | Resimli Osmanlı Tarihi تاریخ مصور عثمانی                         | Turgut Özakman تورگوت اوزاکمان   | تئاتر هنری آنکارا    |
| ۱۹۸۱ | Yunus Emre (oyun) یونس امره                                      | Recep Bilginer رجب بیلگینر       | تئاتر دولتی آنکارا   |
| ۱۹۸۰ | Kurban (oyun) قربانی                                             | Güngör Dilmen گونگور دیلمن       | تئاتر دولتی آنکارا   |
| ۱۹۷۹ | Arturo Ui'nin Önlenebilir Yükselişi ظهور قابل مقاومت آرتورو اوئی | برتولت برشت                      | تئاتر دولتی آنکارا   |
| ۱۹۷۸ | Eskicinin Tazesi                                                 | فدریکو گارسیا لورکا              | تئاتر دولتی آنکارا   |
| ۱۹۷۷ | Cimri خسیس                                                       | مولیر                            | تئاتر دولتی آنکارا   |
| ۱۹۷۷ | İki Kova Su دو سطل آب                                            | A.E.Gredianus                    | تئاتر دولتی آنکارا   |
| ۱۹۷۶ | My Fair Lady بانوی زیبای من                                      | آلن جی لرنر                      | تئاتر دولتی آنکارا   |
| ۱۹۷۳ | Istanbul efendisi ارباب استانبول                                 | Musahipzade Celal مصاحب‌زاده جلال | تئاتر دولتی آنکارا   |

## فیلم‌شناسی
| سریال ها  | سریال ها                                   | سریال ها                |
| سال       | نام                                        | نقش                     |
| --------- | ------------------------------------------ | ----------------------- |
| ۱۹۸۳      | Kurt ve Kuzu گرگ و برّه                     |                         |
| ۲۰۰۱      | Nasıl Evde Kaldım چگونه در خانه ماندم      | علی                     |
| ۲۰۰۳-۲۰۰۴ | وادی گرگ‌ها                                 | نجمی اَرّه‌ای (تستره نجمی) |
| ۲۰۰۵-۲۰۰۷ | نور                                        | تاریک آتاسوی            |
| ۲۰۰۶      | Bebeğim                                    | آدم کوراوغلو            |
| ۲۰۰۷      | Benden Baba Olmaz از من پدر در نمی‌آید      | سامی                    |
| ۲۰۰۸      | Dalgakıran موج‌شکن                          | نظیف بوزداغلی           |
| ۲۰۰۸-۲۰۱۰ | Benim Annem Bir Melek مادر من یک فرشته است | جاهیت تورونجو           |
| ۲۰۱۱-۲۰۱۳ | Avrupa Avrupa اروپا اروپا                  | فردی کوپاران            |
| ۲۰۱۴      | Bir Yusuf Masalı داستان یوسف               | جِودت پاشا               |
| ۲۰۱۴      | Ah Neriman آه نریمان                       | تاریک                   |
| ۲۰۱۵-۲۰۱۹ | راهزنان در دنیا حکومت نمی‌کنند              | اونال کاپلان            |

| فیلم‌ها | فیلم‌ها                                                         | فیلم‌ها         |
| سال    | نام                                                            | نقش            |
| ------ | -------------------------------------------------------------- | -------------- |
| ۱۹۹۶   | Bir Erkeğin Anatomisi آناتومیِ یک مری                           |                |
| ۱۹۹۸   | Cumhuriyet جمهوری                                              | ضیا خورشید خان |
| ۲۰۰۶   | Umut Adası جزیرهٔ امید                                          | حمدی           |
| ۲۰۰۷   | Bayrampaşa: Ben Fazla Kalmayacağım بایرام‌پاشا: من زیاد نمی‌مانم | ساوجی          |
| ۲۰۰۷   | برای عشق و افتخار                                              | گولگه          |
| ۲۰۰۹   | Aşkın İkinci Yarısı نیمهٔ دوم عشق                               |                |
| ۲۰۱۱   | Eyyvah Eyvah 2 ای وای ای وای ۲                                 | اردمیت         |
| ۲۰۱۱   | Sümela'nın Şifresi: Temel                                      | هیدیر یوجِسوی   |
| ۲۰۱۲   | Berlin Kaplanı ببر برلین                                       | جمال           |
| ۲۰۱۴   | Eyyvah Eyvah 3 ای وای ای وای ۳                                 | اردمیت         |
| ۲۰۱۵   | Bana Masal Anlatma برام قصه نگو                                | تیمور          |
| ۲۰۱۵   | Kara Bela بَلای سیاه                                            | آتیلگان        |
| ۲۰۱۸   | Bal Kaymak خامه عسلی                                           | آدم            |
| ۲۰۱۸   | Hedefim Sensin شما هدف من هستید                                | عدنان          |